# 13082 Gutiérrez
13082 Gutiérrez è un asteroide della fascia principale. Scoperto nel 1992, presenta un'orbita caratterizzata da un semiasse maggiore pari a 2,7056765 UA e da un'eccentricità di 0,1544199, inclinata di 14,21351° rispetto all'eclittica.